# 巴樹穀
巴 樹穀（は じゅこく、1767年 - ?）は、中国清朝中期の篆刻家である。字は孟嘉・藝之・辛祈、号は秋農・羲齍・西塍・曙穀、室名に還香室・山外山閣。徽州府歙県の人。
巴慰祖の長男であり新安印派の最晩期の篆刻家である。弟の巴樹烜（字は煦齌）・従兄の胡唐とよく交わり篆刻を研鑽した。

## 著書
- 『還香室印存』
- 『四香堂印餘』8巻